# Henckelia albomarginata
Henckelia albomarginata är en tvåhjärtbladig växtart som först beskrevs av Hemsley, och fick sitt nu gällande namn av A. Weber. Henckelia albomarginata ingår i släktet Henckelia och familjen Gesneriaceae. Inga underarter finns listade i Catalogue of Life.